# 라인펠덴 (바덴)

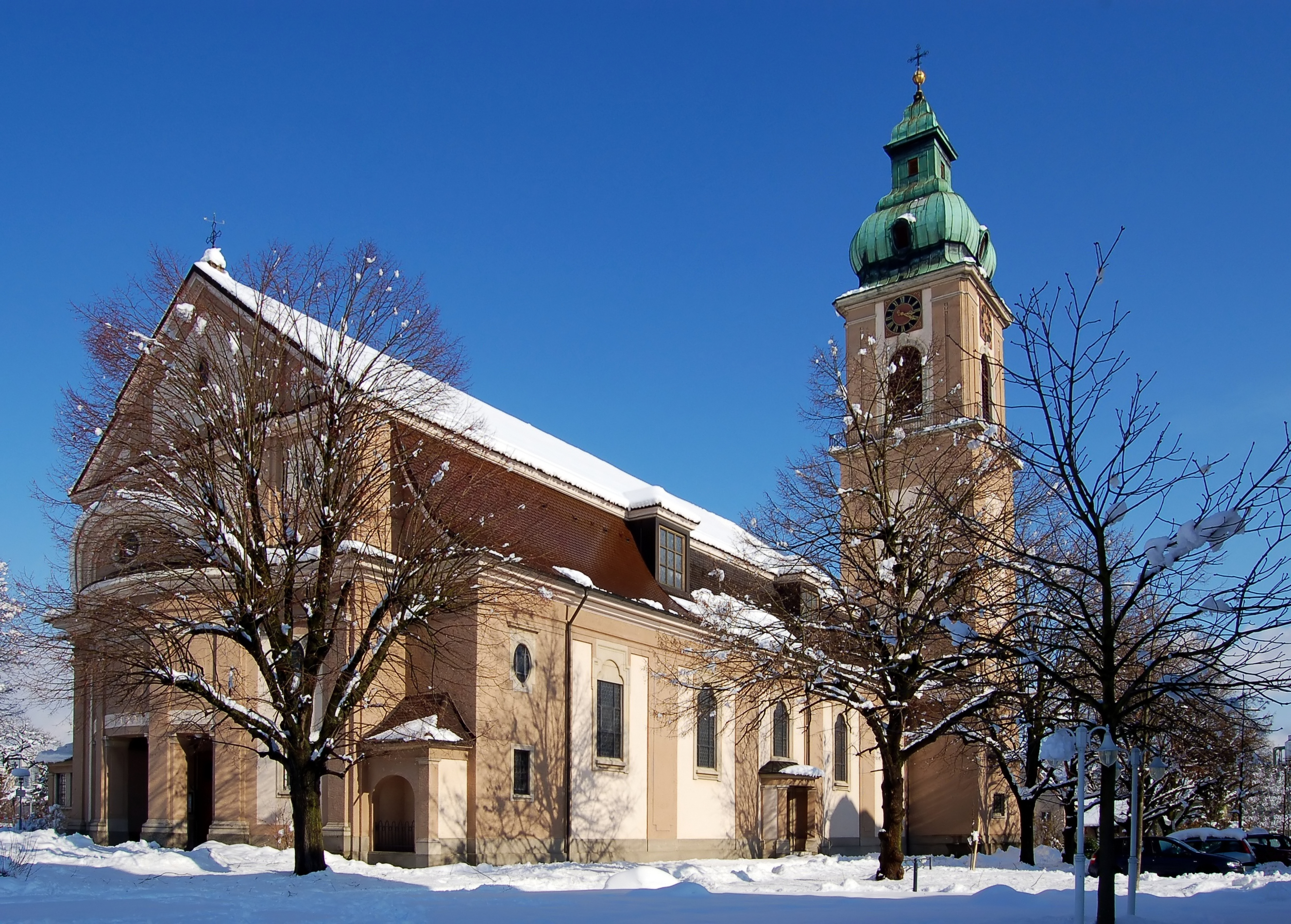
라인펠덴

라인펠덴(독일어: Rheinfelden)은 독일 바덴뷔르템베르크주에 위치한 도시로 면적은 62.84km2, 인구는 32,756명(2015년 12월 31일 기준), 인구 밀도는 520명/km2이다.
라인강 우안과 접한다. 강 반대편에는 스위스 라인펠덴이 위치한다.

시 문장